# Swallow My Pride
«Swallow My Pride» es una canción de la banda de grunge estadounidense Green River. Es la tercera canción de su EP debut, Come on Down (1985). Más tarde fue incluida en el primer y único disco de la banda, Rehab Doll (1988).

## Composición
La canción fue escrita por el cantante Mark Arm y la música fue escrita por el guitarrista Steve Turner. El riff principal y el final tienen similitudes con el estribillo de la canción "This Ain't the Summer of Love" de Blue Öyster Cult del álbum de 1976, Agents of Fortune.
La letra hace referencia al desenfrenado patriotismo norteamericano, característico de la gente que admiraba al presidente Ronald Reagan.

## Versiones
Otra banda del movimiento grunge, Soundgarden, versionó su tema en 1988 para el EP Fopp. En ese mismo año, la banda Fastbacks también lo hizo, para el compilado Sub Pop 200. En 1993 durante un concierto, Jeff Ament y Stone Gossard de Pearl Jam (ambos ex-Green River) se reunieron con Mark Arm y Steve Turner de Mudhoney e interpretaron la canción.